# Don Pendleton
Pour les articles homonymes, voir Pendleton.
Don Pendleton, né le 12 décembre 1927 à Little Rock en Arkansas et mort le 23 octobre 1995 à Sedona, Arizona, est un écrivain américain prolifique, spécialisé dans le roman policier. 

## Biographie

### Carrières militaire et administrative
Pendleton sert dans la marine américaine durant la Seconde Guerre mondiale. Il est démobilisé en novembre 1947. Il reprend toutefois du service en 1952 durant la Guerre de Corée, où il sert jusqu'en 1954.
Il travaille ensuite en tant que salarié de la Southern Pacific Railroad de 1954 à 1957, date à laquelle il devient contrôleur aérien de la Federal Aviation Administration. 
Dans les années 1960, il est à l'emploi de la société Martin Marietta où il œuvre au sein du programme Missile Titan.
Par la suite, il est nommé administrateur à la NASA lors des missions Apollo.
On note aussi qu'il a travaillé sur le programme de transporteur aérien C-5 Galaxy.

### Carrière littéraire
En littérature, sous le pseudonyme de Stephan Gregory, il publie son premier roman, Frame Up, en 1960.
Il signe ensuite Don Pendleton plus de 80 romans qui abordent « des genres variés : romance (The Huntress, 1966), science-fiction (Cataclysm, 1969 et The Godmakers, 1970), essai sur la sexualité (The Thruth about Sex, 1969) et roman noir, avec une cinquantaine de titres ».
Il reste surtout connu pour avoir publié, à partir de 1969, une série policière dont le héros est Mack Bolan, surnommé L'Exécuteur. La série compte une quarantaine de titres.
Il a également écrit les six romans de la série Joe Copp, Private Eye, les romans de la série Ashton Ford, Psychic Detective, ainsi que d'autres ouvrages.
Plusieurs de ses ouvrages, dont l'autobiographie To Dance With Angels (1990), sont coécrits en collaboration avec son épouse, Linda Pendleton. Plusieurs de ces titres paraissent après la mort de Don Pendleton.
Outre Stephan Gregory, il a aussi publié sous le pseudonyme de Dan Britain.

## Œuvre

### Les grandes séries écrites par Pendleton

#### L'Exécuteur (1969-1980)
La série populaire L'Exécuteur le rend célèbre à la fin des années 1960 et durant les années 1970.
La série met en scène un héros, Mack Bolan, en guerre personnelle contre la Mafia.
Le premier roman publié est Guerre à la Mafia (War Against the Mafia) en 1969, et le dernier, Satan's Sabbath en 1980. Après ce roman, Pendleton concède le droit d'exploitation de la série à la maison d'édition américaine Harlequin Enterprises Ltd. Les titres suivants de la série sont donc écrits par des nègres littéraires.
La série paraît en France aux éditions Plon, avec un bandeau publicitaire « Gérard de Villiers présente ». Gérard de Villiers est alors connu en France pour sa série d'espionnage S.A.S..

#### Joe Copp, Private Eye (1987-1992)
Cette série de six romans raconte à la première personne du singulier les aventures de Joe Copp, un détective privé.
Typique de la série, la structure narrative commence par des aventures du détective. Puis l'auteur, vers la fin du premier tiers du roman, opère un flash-back et explique au lecteur comment son héros a été amené à vivre l'aventure. Des allers-retours sont alors mis en œuvre entre les faits antérieurs, genèse de l'histoire, et la narration proprement dite.

#### Ashton Ford, Psychic Detective (1986-1988)
Cette série est publiée à partir de 1986 par Warner Books. 
Le héros est un ancien officier de l'US Navy devenu un espion spécialisé en cryptologie et capable de voir dans le futur.

### Romans

#### SérieMack Bolan / L'Exécuteur
- War Against The Mafia (1969) Publié en français sous le titre Guerre à la mafia, Paris, Plon, coll. « L'Éxécuteur » no 1, 1974
- Death Squad (1969) Publié en français sous le titre Massacre à Beverly Hills, Paris, Plon, coll. « L'Éxécuteur » no 2, 1974
- Battle Mask (1970) Publié en français sous le titre Le Masque de combat, Paris, Plon, coll. « L'Éxécuteur » no 3, 1974
- Miami Massacre (1970) Publié en français sous le titre Typhon sur Miami, Paris, Plon, coll. « L'Éxécuteur » no 4, 1974
- Continental Contract (1971) Publié en français sous le titre Opération Riviera, Paris, Plon, coll. « L'Éxécuteur » no 5, 1974
- Assault on Soho (1971) Publié en français sous le titre Assaut sur Soho, Paris, Plon, coll. « L'Éxécuteur » no 6, 1974
- Nightmare in New York (1971) Publié en français sous le titre Cauchemar à New York, Paris, Plon, coll. « L'Éxécuteur » no 7, 1975
- Chicago Wipe-Out (1971) Publié en français sous le titre Carnage à Chicago, Paris, Plon, coll. « L'Éxécuteur » no 8, 1975
- Vegas Vendetta (1971) Publié en français sous le titre Violence à Vegas, Paris, Plon, coll. « L'Éxécuteur » no 9, 1975
- Caribbean Kill (1972) Publié en français sous le titre Châtiment aux Caraïbes, Paris, Plon, coll. « L'Éxécuteur » no 10, 1975
- California Hit (1972) Publié en français sous le titre Fusillade à San Francisco, Paris, Plon, coll. « L'Éxécuteur » no 11, 1976
- Boston Blitz (1972) Publié en français sous le titre Le Blitz de Boston, Paris, Plon, coll. « L'Éxécuteur » no 12, 1976
- Washington I.O.U. (1972) Publié en français sous le titre La Prise de Washington, Paris, Plon, coll. « L'Éxécuteur » no 13, 1976
- San Diego Siege (1972) Publié en français sous le titre Le Siège de San Diego, Paris, Plon, coll. « L'Éxécuteur » no 14, 1976
- Panic In Philly (1973) Publié en français sous le titre Panique à Philadelphie, Paris, Plon, coll. « L'Éxécuteur » no 15, 1977
- Sicilian Slaughter (1973) Publié en français sous le titre Le Toscin sicilien, Paris, Plon, coll. « L'Éxécuteur » no 16, 1977
- Jersey Guns (1974) Publié en français sous le titre Le sang appelle le sang, Paris, Plon, coll. « L'Éxécuteur » no 17, 1977
- Texas Storm (1974) Publié en français sous le titre Tempête au Texas, Paris, Plon, coll. « L'Éxécuteur » no 18, 1977
- Detroit Deathwatch (1974) Publié en français sous le titre Débâcle à Détroit, Paris, Plon, coll. « L'Éxécuteur » no 19, 1977
- New Orleans Knockout (1974) Publié en français sous le titre Le Nivellement de New Orleans, Paris, Plon, coll. « L'Éxécuteur » no 20, 1978
- Firebase Seattle (1975) Publié en français sous le titre Survie à Seattle, Paris, Plon, coll. « L'Éxécuteur » no 21, 1978
- Hawaiian Hellground (1975) Publié en français sous le titre L'Enfer hawaiien, Paris, Plon, coll. « L'Éxécuteur » no 22, 1978
- Canadian Crisis (1975) Publié en français sous le titre Le Complot canadien, Paris, Plon, coll. « L'Éxécuteur » no 24, 1979
- St. Louis Showdown (1975) Publié en français sous le titre Le Sac de Saint Louis, Paris, Plon, coll. « L'Éxécuteur » no 23, 1979
- Colorado Kill-Zone (1976) Publié en français sous le titre Le Commando du Colorado, Paris, Plon, coll. « L'Éxécuteur » no 25, 1979
- Acapulco Rampage (1976) Publié en français sous le titre Le Capo d'Acapulco, Paris, Plon, coll. « L'Éxécuteur » no 26, 1979
- Dixie Convoy (1976) Publié en français sous le titre L'Attaque d'Atlanta, Paris, Plon, coll. « L'Éxécuteur » no 27, 1980
- Savage Fire (1977) Publié en français sous le titre Le Retour aux sources, Paris, Plon, coll. « L'Éxécuteur » no 28, 1980
- Command Strike (1977) Publié en français sous le titre Méprise à Manhattan, Paris, Plon, coll. « L'Éxécuteur » no 29, 1980
- Cleveland Pipeline (1977) Publié en français sous le titre Contact à Cleveland, Paris, Plon, coll. « L'Éxécuteur » no 30, 1980
- Arizona Ambush (1977) Publié en français sous le titre Embuscade en Arizona, Paris, Plon, coll. « L'Éxécuteur » no 31, 1981
- Tennessee Smash (1978) Publié en français sous le titre Hit-parade à Nashville, Paris, Plon, coll. « L'Éxécuteur » no 32, 1981
- Monday's Mob (1978) Publié en français sous le titre Lundi linceuls, Paris, Plon, coll. « L'Éxécuteur » no 33, 1981
- Terrible Tuesday (1979) Publié en français sous le titre Mardi massacre, Paris, Plon, coll. « L'Éxécuteur » no 34, 1981
- Wednesday's Wrath (1979) Publié en français sous le titre Mercredi des cendres, Paris, Plon, coll. « L'Éxécuteur » no 35, 1982
- Thermal Thursday (1979) Publié en français sous le titre Jeudi justice, Paris, Plon, coll. « L'Éxécuteur » no 36, 1982
- Friday's Feast (1979) Publié en français sous le titre Vendredi vengeance, Paris, Plon, coll. « L'Éxécuteur » no 37, 1982
- Satan's Sabbath (1980) Publié en français sous le titre Samedi maudit, Paris, Plon, coll. « L'Éxécuteur » no 38, 1982

#### SérieJoe Copp
- Copp for Hire (1987) Publié en français sous le titre Joe Copp, traduction de Stan Barets, Paris, Gérard de Villiers, coll. « Polar U.S.A. » no 36, 1990.
- Copp on Fire (1988)
- Copp in Deep (1989)
- Copp in the Dark (1990)
- Copp on Ice (1991)
- Copp in Shock (1992)

#### SérieAshton Ford
- Ashes to Ashes (1986)
- Eye to Eye (1986)
- Mind to Mind (1987)
- Life to Life (1987)
- Heart to Heart (1987)
- Time to Time (1988)

#### SérieStewart Mann
- Frame Up. Fresno (1960)
- The Insatiables (1967)
- The Sex Goddess (1967)
- Madame Murder (1967)
- The Sexy Saints (1967)
- The Hot One (1967)

#### Autres romans (notamment de science-fiction)
- All the Trimmings (1966), sous le pseudonyme Stephan Gregory
- The Huntress (1966), sous le pseudonyme Stephan Gregory
- Color Her Adultress (1967), sous le pseudonyme Stephan Gregory
- All Lovers Accepted (1968), sous le pseudonyme Stephan Gregory
- Revolt (1968), sous le pseudonyme Dan Britain
- The Olympians (1969)
- Cataclysm (1969)
- The Guns of Terra 10 (1970)
- Population Doomsday (1970)
- The Godmakers (1970), sous le pseudonyme Dan Britain
- Civil War II (1971), sous le pseudonyme Dan Britain
- The Olympians (1972)
- Stony Man Doctrine (1983)

#### Romans écrits en collaboration avec Linda Pendleton
- To Dance With Angels (1990), autobiographie
- Roulette (2002)
- Whispers from the Soul : The Divine Dance of Consciousness (2003)
- The Metaphysics of a Novel : The Inner Workings of a Novel and Novelist (2003)
- The Cosmic Breath : Metaphysical Essays of Don Pendleton (2009)

#### Romans écrits en collaboration avec Gar Wilson
- Argentine Deadline (1982)
- Guerilla Games (1982)
- Atlantic Scramble (1982) Publié en français sous le titre Croisade sanglante, Paris, Édimail, 1983

#### Autres ouvrages
- The Executioner's War Book (1977), « manuel technique » et histoire de la Guerre contre la Mafia
- A Search for Meaning From the Surface of a Small Planet

## Sources
: document utilisé comme source pour la rédaction de cet article.
- Claude Mesplède (dir.), Dictionnaire des littératures policières, vol. 2 : J - Z, Nantes, Joseph K, coll. « Temps noir », 2007, 1086 p. (ISBN 978-2-910-68645-1, OCLC 315873361), p. 511-512.